# Indian Airlines
Indian Airlines, in seguito Indian, era una delle principali compagnie aeree dell'India con sede a Delhi e si concentrava principalmente su rotte nazionali, insieme a diversi servizi internazionali verso i paesi vicini in Asia. Nata dopo la fusione di otto compagnie, era di proprietà statale ed era amministrata dal Ministero dell'aviazione civile. Indian era una delle due compagnie di bandiera dell'India, l'altra era Air India.
Il 7 dicembre 2005, la compagnia aerea venne rinominata Indian per scopi pubblicitari come parte di un programma per rinnovare la sua immagine in preparazione di un'offerta pubblica iniziale (IPO). La compagnia aerea operava a stretto contatto con Air India, l'altra compagnia aerea nazionale. Alliance Air era una consociata interamente controllata da Indian.
Nel 2007, il governo indiano annunciò che Indian sarebbe confluita in Air India. Come parte del processo di fusione, venne costituita una nuova società denominata National Aviation Company of India Limited (ora Air India Limited), nella quale sarebbero entrate sia Air India (insieme ad Air India Express) che Indian (insieme ad Alliance Air) Una volta completata la fusione, la compagnia aerea, chiamata Air India, ha continuato ad avere sede a Mumbai e ha una flotta di oltre 130 aeromobili. La fusione venne completata il 26 febbraio 2011.

## Storia

### Unione di vettori regionali
La compagnia aerea venne istituita ai sensi dell'Air Corporations Act del 1953 con un capitale iniziale di 32 milioni di rupie indiane e iniziò le operazioni il 1º agosto 1953 dopo l'entrata in vigore della legislazione per nazionalizzare l'intero settore aereo in India. Due nuove compagnie aeree nazionali dovevano essere costituite sulla stessa falsariga di quanto accaduto nel Regno Unito con British Overseas Airways Corporation (BOAC) e British European Airways (BEA). Air India rilevò le rotte internazionali e Indian Airlines Corporation (IAC) quelle nazionali e regionali.
Per formare la nuova compagnia nazionale Indian Airlines Corporation vennero fuse otto compagnie aeree: Deccan Airways, Airways India, Bharat Airways, Himalayan Aviation, Kalinga Airlines, Indian National Airways, Air Services of India e Domestic wing of Air India. Indian Airlines ereditò una flotta di 99 aeromobili di cui 74 Douglas C-47 Dakota, 12 Vickers Viking, 3 Douglas DC-4 e vari tipi più piccoli dalle sette compagnie aeree che la componevano.

### I primi aerei

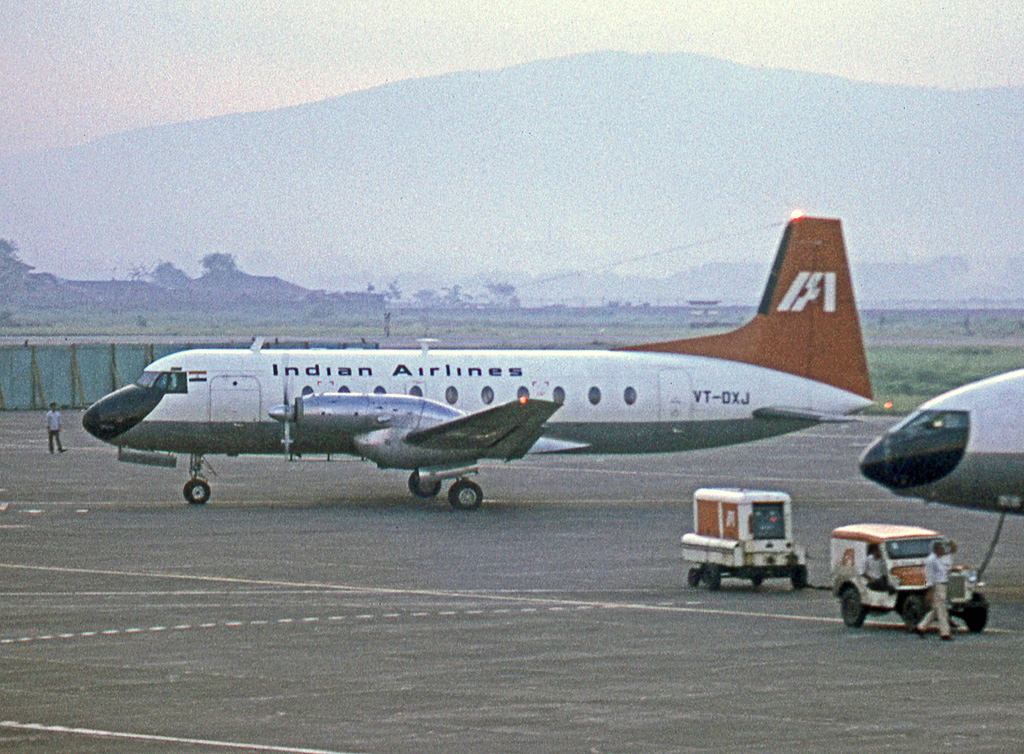
Uno degli HS748 costruiti direttamente in India.

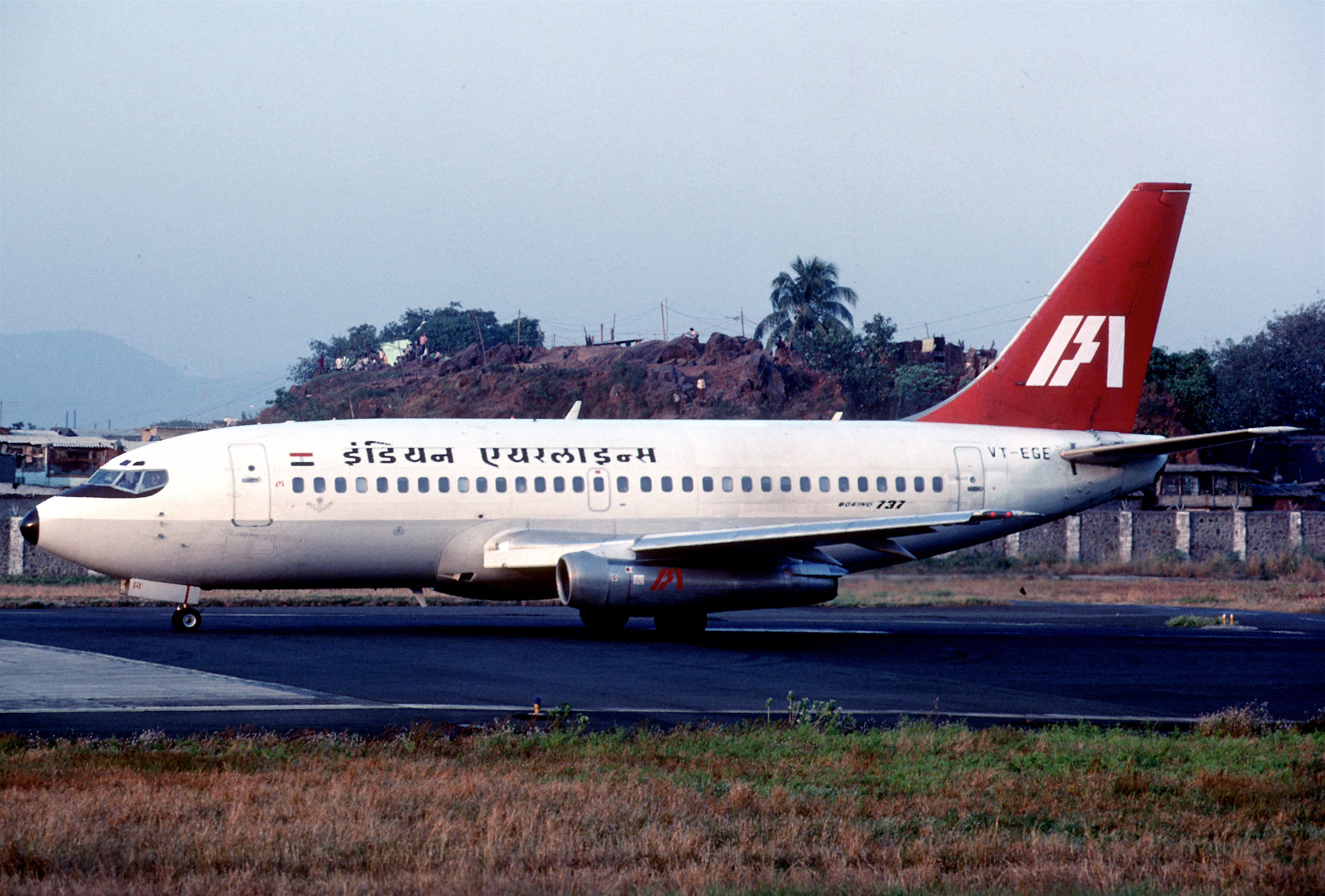
Un Boeing 737-200 della compagnia visto nel 1988.

I Vickers Viscount furono introdotti nel 1957 e i Fokker F27 Friendships nel 1961. Gli anni '60 videro anche gli Hawker Siddeley HS 748, prodotti in India dalla Hindustan Aeronautics Limited, entrare a far parte della flotta. L'era dei jet iniziò con l'introduzione dei Sud Aviation Caravelle nel 1964, seguiti dai Boeing 737-200 all'inizio degli anni '70. Nell'aprile 1976, furono introdotti i primi tre jet wide body Airbus A300. Nel 1990 furono introdotti gli Airbus A320-200. Il processo di liberalizzazione economica avviato dal governo indiano all'inizio degli anni '90 pose fine al dominio di Indian Airlines nell'industria del trasporto aereo interno dell'India.

### Post liberalizzazione

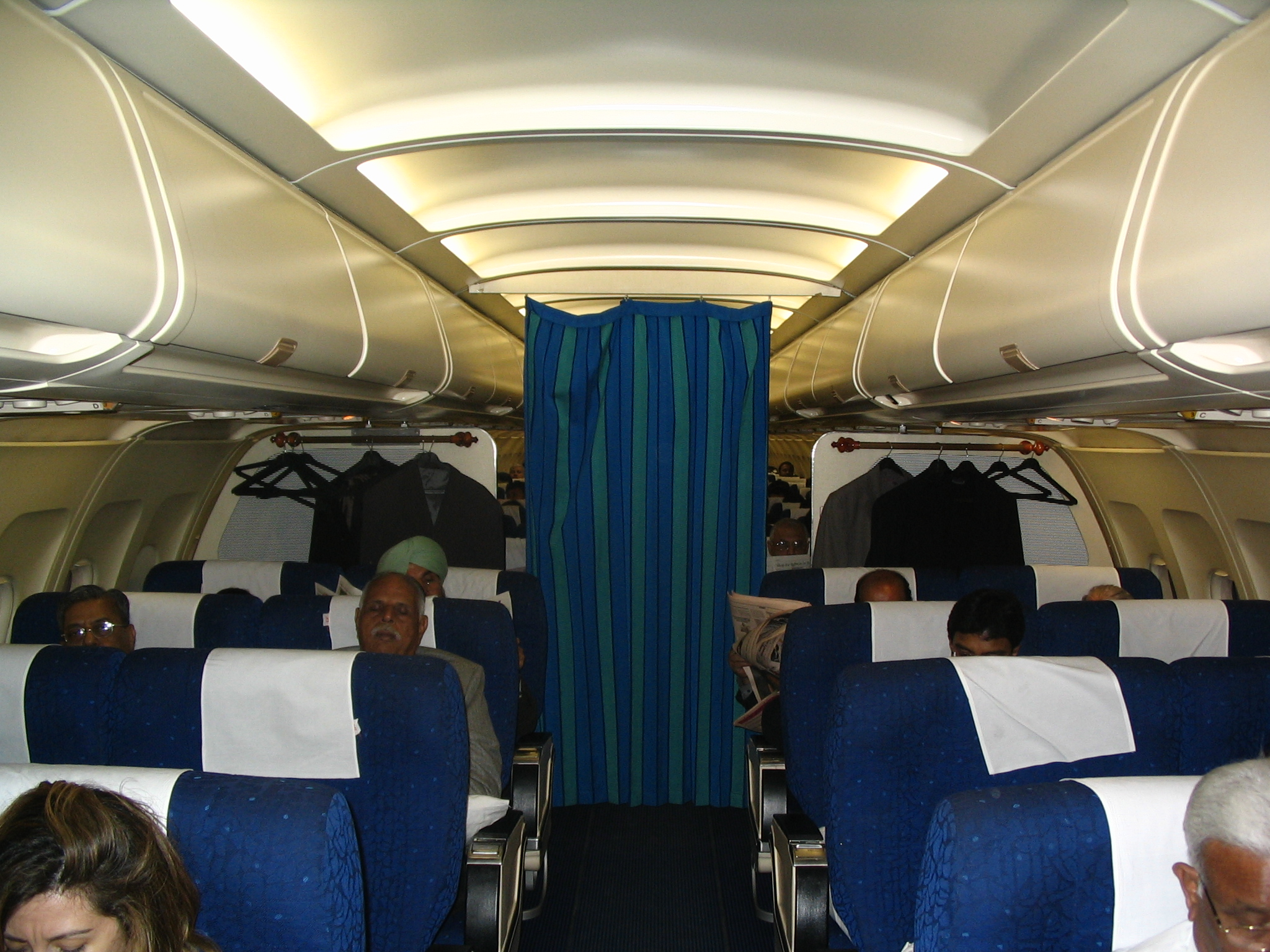
L'executive class su uno degli A320.

Il governo indiano liberalizzò il settore a metà degli anni '80 e, con l'emergere di nuovi concorrenti, Indian Airlines dovette affrontare la dura concorrenza di Jet Airways, Air Sahara, East-West Airlines, Skyline NEPC e ModiLuft. Eppure, fino al 2005, Indian Airlines era la seconda compagnia aerea in India dopo Jet Airways, mentre Air Sahara controllava il 17% dell'industria. Durante quel periodo, pochi altri vettori nazionali come East-West Airlines, Skyline NEPC e ModiLuft iterruppero le loro operazioni.
Sempre durante il 1993, un'altra compagnia aerea regionale istituita dal governo chiamata Vayudoot venne fusa con Indian Airlines, ma operò ancora come divisione autonoma fino al 1997, dopodiché le sue intere operazioni furono trasferite a Indian Airlines e i suoi dipendenti assorbiti in Indian Airlines e Air India.

### Era delle compagnie low cost

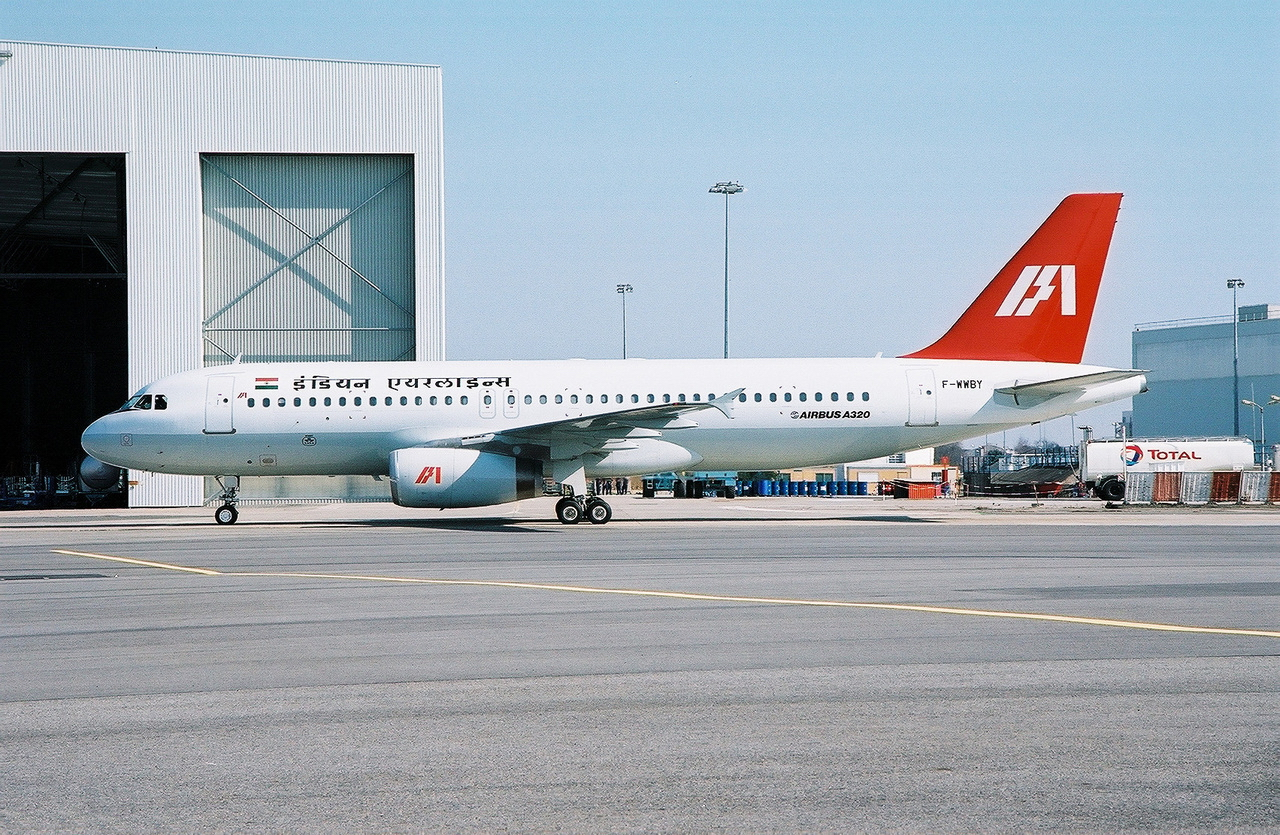
Un Airbus A320 nella vecchia livrea.

Dal 2003, l'ascesa dei concorrenti nazionali a basso costo Air Deccan, SpiceJet, IndiGo, GoAir e Kingfisher Airlines insieme a Kingfisher Red portarono Indian a ridurre le tariffe. Tuttavia, nel 2006, era ancora una compagnia aerea a scopo di lucro; infatti, durante il 2004-2005, aveva realizzato un profitto record di Rs 656,1 milioni. Indian Airlines Limited era parzialmente di proprietà del governo indiano (51% del capitale sociale) tramite una holding e contava 19.300 dipendenti a marzo 2007. Il suo fatturato annuo, insieme a quello della sua controllata Alliance Air, era di ben oltre 40 miliardi di rupie indiane (circa 1 miliardo di dollari). Insieme alla sua controllata Alliance Air, Indian Airlines trasportava un totale di oltre 7,5 milioni di passeggeri all'anno.

### Fusione con Air India
Nel febbraio 2007, il governo dell'India approvò il progetto di fondere Indian Airlines con Air India. Nel maggio dello stesso anno, il Ministro dell'Aviazione Civile indiano annunciò che Air India Limited (AI), Compagnia di bandiera, e Indian Airlines Limited (IA), la compagna di proprietà del governo nazionale, si sarebbero fuse a partire dal 15 luglio 2007. La nuova compagnia aerea nata dalla fusione sarebbe stata chiamata "Air India", operante sia nel settore nazionale che in quello internazionale. Il 27 febbraio 2011, Indian Airlines cessò di operare, completando il processo di fusione con Air India.

## Servizi
Indian operava con aerei della famiglia Airbus A320 a corto raggio. Offriva 2 classi nella maggior parte dei settori: Economy ed Executive. La classe economica aveva un tipico layout dei posti a sedere 3-3. Ai passeggeri erano offerti pasti gratuiti. La configurazione dei sedili della classe Executive era 2–2 con una generosa reclinazione. I pasti serviti erano più abbondanti.

## Flotta
Alla sua fusione con Air India, Indian gestiva una flotta composta interamente da Airbus A300 e aerei della famiglia Airbus A320: A319-100, A320-200 e A321-200.

## Incidenti
- Il 3 giugno 1963, un Douglas DC-3, marche VT-AUL, subì un cedimento strutturale mentre era in rotta tra Amritsar e Srinagar; le vittime furono 29.[8]
- Il 7 febbraio 1966, un Fokker F27, marche PH-SAB, precipitò mentre era in rotta tra Srinagar e Jammu; morirono tutti i 37 a bordo.[9]
- Il 21 aprile 1969, un Fokker F27, marche VT-DOJ, entrò in un'area di forti raffiche e forti correnti discendenti mentre si avvicinava a Khulna. L'equipaggio cercò di attraversare il temporale a bassa quota, ma perse il controllo per le forti correnti discendenti.[10]
- Il 29 agosto 1970, un Fokker F27, marche VT-DWT, colpì una montagna a 1500 metri di altitudine poco dopo il decollo da Silchar. 39 vittime.[11]
- Il 9 dicembre 1971, un Hawker Siddeley HS 748, marche VT-DXG, si schiantò su una collina nelle colline di Meghamalai, a un'altitudine di 5200 piedi, a 29 miglia dalla sua rotta prefissata.[12]
- Il 12 agosto 1972, un Fokker F27, marche VT-DME, scese al di sotto della minima altitudine di discesa (MDA) mentre i piloti erano preoccupati a cercare la pista. Quando si resero conto dell'errore, avviarono un go-around con impostazioni dei flap sbagliate e carrello abbassato. L'F-27 entrò in collisione con il terreno. 18 vittime.[13]
- Il 31 maggio 1973, il volo Indian Airlines 440, un Boeing 737-200, si schiantò mentre si avvicinava all'aeroporto di Palam uccidendo 48 dei 65 a bordo.[14]
- Il 12 ottobre 1976, il volo Indian Airlines 171, un Sud Aviation Caravelle, si schiantò durante un tentativo di atterraggio di emergenza all'aeroporto Internazionale Chhatrapati Shivaji, provocando la morte di tutte le 95 persone a bordo. La fatica del metallo in un disco del compressore causò l'esplosione dell'involucro, la rottura delle linee del carburante e l'accensione di un incendio a bordo, che alla fine mandò l'aereo fuori controllo.[15]
- Il 4 agosto 1979, un Hawker Siddeley HS 748, marche VT-DXJ, precipitò sulle colline di Kiroli a circa 11 km a est di Mumbai. L'aereo venne distrutto a causa dell'impatto e dell'incendio conseguente. Tutte le 45 persone a bordo rimasero uccise.[16]
- Il 19 agosto 1981, il volo Indian Airlines 557, un Hawker Siddeley HS 748, uscì di pista durante l'atterraggio all'aeroporto Internazionale di Mangalore. Non ci furono vittime né feriti tra i passeggeri, mentre l'aereo fu demolito a causa dei danni riportati.[17]
- Il 19 ottobre 1988, il volo Indian Airlines 113, un Boeing 737-200, si schiantò durante l'avvicinamento all'aeroporto Internazionale Sardar Vallabhbhai Patel, provocando la morte di 133 delle 135 persone a bordo.[18]
- Il 14 febbraio 1990, il volo Indian Airlines 605, un Airbus A320-200, si schiantò in un campo da golf mentre tentava di atterrare a Bangalore, provocando la morte di 92 persone su 146.[19]
- Il 16 agosto 1991, il volo Indian Airlines 257, un Boeing 737-200, si schiantò durante la discesa verso l'aeroporto di Imphal, provocando la morte di tutti i 69 occupanti.[20]
- Il 24-25 aprile 1993, il volo Indian Airlines 427, un Boeing 737-200, venne dirottato e fatto atterrare all'aeroporto Internazionale Sri Guru Ram Dass Jee, ad Amritsar.[21]
- Il 26 aprile 1993, il volo Indian Airlines 491, un Boeing 737-200, si schiantò in fase di decollo. Dei 118 a bordo, di cui 112 passeggeri e 6 membri dell'equipaggio, persero la vita 53 passeggeri e due membri dell'equipaggio.[22]
- Tra il 24 e il 31 dicembre 1999, il volo Indian Airlines 814, un Airbus A300, venne dirottato da cinque cittadini pakistani. I dirottatori pugnalarono a morte il venticinquenne Rupin Katyal ed infine l'aeroplano atterrò in Afghanistan, dove i dirottatori rilasciarono i passeggeri presi in ostaggio in cambio della liberazione di 3 terroristi musulmani.[23]